# John B. Watson
John Broadus Watson (Greenville, Dél-Karolina, 1878. január 9. – New York, 1958. szeptember 25.) amerikai pszichológus, a behaviorizmus megalapítója. Többek között a „kis Albert” kísérlet kapcsán ismert. Pályája későbbi szakaszában a gyermeknevelés kérdésével, illetve reklámszakmával foglalkozott.

## Az élet korai szakaszában
Watson egy dél-karolinai, Greenville-hez közeli, Travelers Rest nevű faluban született. Több kortársától eltérően nem lelkész vagy szakmabeli fia volt – apja, a legtöbb elbeszélés szerint, gyalázatosan viselkedett, idejének nagy részét családjától távol töltötte. Watson édesanyja képviselte a családot, gyermekeivel (Watson a negyedik volt) Greenville-be költözött, mert a városban jobb iskolák voltak, mint vidéken. Watson eléggé féktelen gyermek volt: rossz tanuló hírében állt, kétszer akarták letartóztatni, egyszer verekedésért, egyszer pedig lövöldözésért.
1894-ben, mindössze 16 évesen, jelentkezett a greenville-i Furman egyetem előkészítőjére. Gordon B. Moore ismertette meg vele a filozófia és a pszichológia alapjait. 1899-ben, 21 évesen, szerezte meg az Artium Magister fokozatot az Artium Baccalaureus helyett, azzal a szilárd eltökéltséggel, hogy PhD-s pszichológushallgató lesz. Egy évig egy vidéki általános iskola igazgatója volt, s emellett tanított is. Idomított patkányaival lenyűgözte a gyerekeket. 1900 júliusában jelentkezett a Chicagói Egyetem doktori képzésére.

## A Chicagóban és a disszertációja
A Chicago Egyetemen olyan kitűnő tanárok oktatták, mint Jacques Loeb, John Dewey, George Herbert Mead, James Rowland Angell és Henry H. Donaldson. Donaldson egyike azoknak az amerikai tudósoknak, akik laboratóriumi patkányokkal dolgoztak. Neurológusként főleg az állatok idegrendszere érdekelte, és nem a magatartása. 
Watson mindössze 50 dollárral a zsebében érkezett Chicagóba, és a megélhetésért különböző munkákat vállalt. Dolgozott egyfajta segédpedellusként is, amikor feladatai közé tartozott Donaldson patkányainak gondozása.
Watson kutatása az állati tanulást és a neurológiát kombinálta. Miután megállapította, hogy a különböző korú fiatal patkányok mit képesek megtanulni, felboncolta ezeket a különböző korú állatokat, és mikroszkóppal vizsgálta az idegrendszerüket. Úgy találta, hogy a megnövekedett magatartás komplexutás szoros kapcsolatban áll az idegszálak érettségével. Ez jelentős eredmény volt, olyannyira, hogy ebből írta disszertációját 1903-ban: Animal Education: The Psychical Development of the White Rat (Állatoktatás: A fehér parkány pszichikus fejlődése) címmel.
A doktori megszerzése után a Chicagón maradt, először Angell asszisztenseként, majd instruktorként. Állatkutató laboratóriumában Watson azokat a jeleket kutatta, melyeket a patkány használ labirintus közben. 1907-ben Harvey A. Carr segítségével arra a következtetésre jutott, hogy a látás, a hallás, és szaglás és az bajszából eredő érzetek nem játszanak döntő szerepet az útvesztő megtanulásában. Azt sugallta, hogy a labirintustanuláshoz szükséges jelzéseket valószínűleg kinesztétikus (mozgási) érzetek nyújtják, azaz a patkány izommozgások sorozatát sajátítja el. Ennek ellenőrzésére olyan labirintust épített, melyben valamilyen módon (pl.: üveglap) az egyenes szakaszokat meg lehetett hosszabbítani, vagy le lehetett rövidíteni, anélkül, hogy a fordulási viszonylatokat megzavartuk volna.

### A kísérletnek három fázisát írta le

#### I. fázis
Egy patkányfuttatóban elhelyezett egy patkányt, és a másik végére pedig egy darab sajtot rakott. A patkány végigfutott a futtatóban, majd megette a sajtot.

#### II. fázis
Ismét elhelyezett egy patkányt ugyanott, de a patkány és a sajt közé egy üveglapot tett, majd a patkány megint futni kezdett a sajtért, viszont beleütközött az üveglapba.

#### III. fázis
Ismét mindent elhelyezett úgy, mint az előbbiekben, de az üveglapot kivette, de a patkány már nem futott el a sajtért, mint azelőtt, mert megtanulta, hogy az fáj.

## A Johns Hopkinson
Watson szeretett a chicagói egyetemen dolgozni, de sem keresetével, sem akadémiai pozíciójával nem volt elégedett – 1908-ban még mindig instruktorként dolgozott. Így amikor James Mark Baldwin felajánlott neki egy professzori és pszichológialaboratórium vezetői állást, nem volt nehéz döntenie. Egy botrány miatt, Baldwin távozni kényszerült, és az akkor mindössze 31 éves Watsonra hárult a pszichológia tanszék irányításának és a Psychological Review szerkesztésének felelőssége. Igyekezett nyomást gyakorolni az egyetem vezetésére, hogy válasszák szét a pszichológia- és a filozófiaképzést, és jobban kössék össze a pszichológia oktatását a biológiáéval. 1912 májusában lehetőséget kapott hogy önálló pszichológia tanszéket hozzon létre. 
Watson óráin Titchener kísérleti kézikönyvét használta, de eközben állatkísérletei mindjobban a behaviorizmus felé irányították. Valójában már 1904-ben felvetette a chicagói kollégái előtt a magatartás nem introspektív tanulmányozásának gondolatát, de reagálásuk nem volt ösztönző hatású. Ebben az időben azonban rendelkezett azzal a szabadsággal és hatalommal, mellyel keresztülvihette elképzeléseit, illetve ahogyan Angell megfogalmazta, kialakíthatta behaviorizmusát a rá jellemző „extravagáns módon”. Mindamellett hatással volt rá Knight Dunlap is, aki nem volt megelégedve a pszichológia introspekcióra és tudatra helyezett hangsúlyával, s ez tovább ösztönözte Watsont, hogy végképp szakítson a pszichológia hagyományos introspektív megközelítésével. Watson a rá jellemző hevességge vitte ezt végbe híres cikkében, mely 1913-ban jelent meg a Pschology as the Behaviorist Views It (Hogyan látja a behaviorista a pszichológiát?) címmel.

### Hogyan látja a behaviorista a pszichológiát
Watson már a nyitósorokkal kiterítette lapjait:
„A behaviorista szemszögből a pszichológia a természettudományok egyik színtisztán objektív ága. Elméleti célja a magatartás bejóslása és szabályozása. Az introspekció nem képezi módszereinek lényeges részét, és adatainak nincs tudományos értékük, mivel könnyedén kölcsönzik saját maguknak a tudat fogalmaival operáló értelmezésüket."
Watson úgy vélte, két megoldással lehet áthidalni az állati viselkedés vizsgálata és az emberi tudat tanulmányozása közötti szakadékot: vagy az állati magatartást kell a pszichológiától függetlenül vizsgálni, vagy a pszichológiát kell úgy megváltoztatni, hogy az a magatartás tanulmányozására irányuljon. Ő inkább pszichológia megváltoztatását változtatta. 
Állásfoglalása szerint a probléma az introspekcióban rejlik, és ha a lélektan továbbra is használja ezt a módszert, akkor a jövőbeni pszichológusok még mindig a tudat alapvető elemein fognak vitázni. Azaz a pszichológiának el kell vetnie minden, tudatra történő hivatkozását.
Watson pszichológiai belépőjének hosszú távú jelentősége is van. Skinner az ő cikkét használta kiindulópontként az egyik leghíresebb esszéjében, a „Behaviorism at fifty”-ben (Az ötvenéves behaviorizmus). Emellett Kimble is az 1913-as cikket használta fel a behaviorizmus 80 éves történetéről a saját cikkében.
A következő néhány évben Watson szorgalmasan dolgozott, hogy kitöltse behaviorista programjának réseit. Karl Lashleyvel közösen egy ideig – végül sikertelenül – azon fáradozott, hogy a gondolkodást a beszédképzésben részt vevő izmok apró összehúzódásaival magyarázza. Mint azt 1913-ban megfogalmazta, a gondolkodás egyszerűen szubvokális beszéd.
A behaviorista szemléletének következő kijelentése a Behavior: An introduction to Comparative Psychology (1914) (Magatartás: Bevezetés az összehasonlító pszichológiához) könyvében jelent meg. Lényegében megismétli 1913-as belépőjét. A gondolkodást szubvokális beszédnek tekintette, az érzésekre is behaviorisztikus magyarázatot adott, azt állítva, hogy az érzések alapját a reproduktív szervekből és az erogén zónákból eredő érzések alkotják. Ezt azzal illusztrálta, hogy a nőstény állat látványára a hím állatban keltett kellemes érzés fiziológiailag miként magyarázható. Ebben az időben már készült a szex explicit megvitatására.
A könyv, mint a kortárs állatkísérletek összehasonlító áttekintése jó fogadtatásban részesült, és ez tovább növelte Watson elismertségét abban az időben, mikor az APA-elnökségért versengett. 1915-ös elnöki beszédében újra a behaviorizmus mellett tette le a voksát. Az introspekció helyet a feltételes reflex módszerét javasolta.

## A kis Albert félelemkondicionálása
Watson és asszisztense, Rosalie Rayner, 1920-ban egyértelműen kondicionált (feltételes) érzelmi választ igyekeztek kialakítani egy kisgyermeknél. A vizsgálathoz egy szoptatódajka egykedvű és érzelemmentes fiát választották. Albert B., vagy ahogyan a szakirodalomban elterjedt kis Albert 9 hónapos korában csupán a hirtelen hangos zajtól félt.
A kis Albert kondicionálása közel két hónappal ezután kezdődött. A kondicionálás első napján a gyermek két tréningülésen vett részt. Az egyes üléseken egy fehér patkányt raktak eléje, és mihelyst a kisfiú megérintette volna az állatot, a feje mögött egy kalapáccsal ráütöttek egy acélrúdra, ami nagy zajt csapott. A második prezentációnál Albert felugrott, hasra esett, és elkezdett nyafogni.
Egy héttel később ötször mutatták be neki a patkányt és a hangos zaj párosát. Mikor az ülés végén a patkányt egyedül (zaj nélkül) elé helyezték, a gyermek elsírta magát. 
Öt nappal később újra megnézték, hogy Albert fél-e még a patkánytól, és félt is, valamint azt is, hogy a patkánytól való félelme más hasonló tárgyaknál is megmutatkozik-e. Albert félelemmel reagált nyúlra, a kutyára vagy a prémkabátra, de szinte semmilyen reakciót nem mutatott a vattára. A kisfiú Watson hajára és egy Télapó-maszkra is elutasítóan reagált. 
További öt nap múlva újra generalizációs vizsgálatokat végeztek, és újra ellenőrizték, hogy a kis Albert fél-e még a patkánytól. Watson úgy döntött, hogy bizonyos ingereknél felerősíti a gyermek reakcióit azzal, hogy hangos zajjal párosítja azokat. Az ülés végén zaj kísérete nélkül mutatták meg Albertnek a kutyát, amire kezdetben kevés reakciót mutatott. Mikor az állat váratlanul ugatni kezdett, Albert felborult és panaszosan sírt addig, amíg az állatot ki nem vitték.
Egy hónappal később lezajlott az utolsó tesztelés is, és a szerzők arra a következtetésre jutottak, hogy a kísérletek meggyőzően kimutatták, a közvetlenül kondicionált érzelmi válaszok, valamint a transzferrel kialakult feltételes válaszok egy hónapnál hosszabb ideig fennmaradnak, bár a reakció intenzitásának bizonyos csökkenése figyelhető meg. Mivel az utolsó kísérlet után a gyermek elhagyta a kórházat, Watsonék nem tettek kísérletet a kondicionált érzelmi válaszok kioltására.
A cikk zárszavában Watson és Rayner arra következtettek, hogy számos fóbia kondicionált érzelmi reakció vagy annak generalizációja.

## A behaviorizmustól a reklámiparig
Watson 1920-ban elvált feleségétől, és feleségül vette asszisztensét, Rosalie Raynert. Ez minden eddigi munkájának a végét jelentette, felkérték, hogy mondjon fel. Ugyanis az egyetem vezetése támadásként értelmezte, hogy egy tanár szerelmi viszonyba keveredik egy hallgatóval. A nyilvános válással együtt ez elegendő volt Watson elbocsátásához. Ráadásul, a sajtó hírverése után egyetlen egyetem sem vállalhatta annak a kockázatát, hogy alkalmazásával magára zúdítsa az emberek tiltakozását, ekképpen Watson az akadémiai pszichológia száműzöttje lett. Watson és Rayner házassága után, új karrierje más területen kezdődött.
Egy barátja bemutatta Stanley Resornak, a J. Walter Thompson reklámügynökség vezetőjének. Watson, aki valaha azt mondta, hogy a pszichológia célja a magatartás megjóslása és szabályozása, most lehetőséget kapott arra, hogy megvalósítsa célját. Eleinte kisebb munkákban vett részt: gumicsizmapiacot vizsgálta a Mississippi környékén, és eladó is volt egy élelmiszer osztályon. Később, mikor már belejött a dolog lényegébe, a vállalat szóvivője lett, és gyűléseken, konferenciákon ott állt Resor mellett. Kiválóan megfelelt erre a szerepre: jóképű volt, képzett, gyakorlott előadó, és imádott a reflektorfényben lenni. Watson feladata az volt, hogy tömegkampányt alakítson ki, mely megbízható piacokat biztosít a tömeggyártással termelt árucikkeknek.
Watson a behaviorista elvek alkalmazásával ügyesen teremtett piacot. Ahelyett, hogy csupán termékinformációkkal látná el a fogyasztókat, közölte a hirdető közösséggel, a reklám célja, hogy olyan fogyasztói társadalmat hozzanak létre, melynek vásárlási szokásait kontrollálni lehet. és ez a kontroll érzelmi válaszok (pl.: félelem, szeretet, harag) kondicionálásával érhető el.
A reklámiparban révén volt lehetősége és tehetsége, hogy új, nagyobb közönségnek fejtse ki elképzeléseit a pszichológiáról általában, és a behaviorizmusról különösen. Ennél fogva egyike lett azoknak a pszichológusoknak, akik a pszichológiát emészthetően tálalták a nagyközönségnek, és így népszerűsítették azt. 1922-től kezdve olyan magazinoknak írt cikkeket, mint például a Harper’s, McCall’s, Collier’s és a Cosmopolitan. A cikkeket jól megfizették, átlagban havonta egyet írt, és soha nem dobták vissza egészen addig, míg egy általa jó cikknek vélt írást be nem adott, ami a következő, egyáltalán nem vonzó címet viselte: „Why Don’t I Commit Suicide” (Miért nem követek el öngyilkosságot”).

## A behaviorizmus és a gyermeknevelés
A gyermekgondozás Watsonék-féle behaviorista megközelítése nyomtatásban 1928-ban jelent meg, Psychological Care of Infant and Child (A csecsemő és a gyermek pszichológiai gondozása) címmel. A könyvből hamarosan ellentmondásos bestseller lett.
Nemcsak speciális tanácsok miatt volt ellentmondásos, hanem azért is, mert megváltoztatta a fejlődéslélektan természetét. Két pszichológus nevét érdemes megemlíteni, Arnold Gesell és Leonard Carmichael, akik elsősorban az érés fiziológiai jelenségére összpontosítottak, s riválisai voltak Watsonnak. Gesellt jobban érdekelték a gyermekek érési folyamatai, mint Watsont, aki szélsőséges környezeti meghatározottságot vallóként (environmentalistaként) jobban érdeklődött a tanulás során tapasztalt változások iránt. 
Watson gyermeknevelési megközelítését nyers irányítás jellemezte, és az, hogy amennyire lehetséges volt, igyekezett elkerülni a kedvesség és a gyermekhez való kötődés kifejezésének minden formáját. Mint kiemelte:
„Bizonyos mennyiségű gyengéd válasz szociálisan szükséges, de csak nagyon kevés szülő ismeri fel, hogy milyen könnyen túltrenírozhatják gyermeküket. Szíven ütheti az embert az a gondolat, hogy fékeznie kell gyermekeire és azoknak szüleikre irányuló szeretetétnek kifejezését…Az anyák nem is tudják, hogy mikor csókolják meg gyermeküket, felveszik, ringatják őket, babusgatják, és térdükön lovagoltatják őket, szép lassan egy olyan embert nevelnek fel, aki teljességgel alkalmatlan lesz azzal a világgal való megbirkózásra, melyben később felnőttként élnie kell.”
Watson és Rayner két gyermekük, Billre és Jamesre is alkalmazták, amit hirdettek, bár a feleség nem volt híve a szigorú, behaviorista gyermeknevelésnek. Váratlan halála azonban, és ennek Watsonra gyakorolt hatása megnehezíti, hogy Bill és James későbbi problémáit egyedül az érzelmetlen nevelésüknek tulajdonítsuk.

## Watson hatása
Watson legnagyobb teljesítménye, hogy a mentalisztikus fogalmaktól és az introspekció szubjektivitásától mentes kísérleti objektív pszichológia mellett szállt síkra. Watson megjelenésével a pszichológia meghatározása a „magatartás tudományos vizsgálata” lett. Az egyik legújabb pszichológia tankönyv szerint ez a meghatározás az 1960-as évekig élt, mikor újra elkezdtek érdeklődni a tudat tanulmányozása iránt, és ez a pszichológia szélesebb definíciójához vezetett, a „magatartás és a mentális folyamatok tudománya” meghatározáshoz.
Watson reklámlélektani pályafutásának egyik haszna az volt, hogy olyan pozícióba került, ahonnan tudományos intézményi korlátozások nélkül tudta hirdetni pszichológiai elképzeléseit. Ez a népszerűsítés az emberek előtt növelte a tudományok és különösen a pszichológia tudományának hasznosságát. Ugyanakkor a pszichológia népszerűsítése miatt Watsonnak rossz hírneve volt akadémikus körökben.
1957-ben már. egy évvel halála előtt, a pszichológusok új generációja elfelejtette (vagy megbocsátotta) Watson korábbi vétkeit, és munkásságát az APA Arany Medál-díjával ismerték el. Watson legidősebb fiát küldte el New Yorkba, az APA-gyűlésre, a díj átvételére.

## Fordítás
- Ez a szócikk részben vagy egészben  a   John Broadus Watson című angol Wikipédia-szócikk fordításán alapul.  Az eredeti cikk szerkesztőit annak laptörténete sorolja fel. Ez a jelzés csupán a megfogalmazás eredetét és a szerzői jogokat jelzi, nem szolgál a cikkben szereplő információk forrásmegjelöléseként.